# Jérôme Eugène Coggia
Jérôme Eugène Coggia fou un astrònom francès nascut a Ajaccio (Còrsega) el 18 de febrer de 1849 i mort el 15 de gener de 1919.
Va treballar a l'Observatori de Marsella va descobrir nombrosos cometes, incloent-hi el brillant "cometa Coggia" "(C/1874 H1). També fou codescubridor del cometa periòdic "Pons-Coggia-Winnecke-Forbes" que posteriorment fou denominat 27P/Crommelin.
El 1916 fou guardonat amb Premi Lalande de l'Acadèmia Francesa de les Ciències.

## Planetes menors descoberts
| (96) Aegle     | 17 de febrer de 1868 |
| (187) Lamberta | 11 d'abril de 1878   |
| (193) Ambrosia | 28 de febrer de 1879 |
| (217) Eudora   | 30 d'agost de 1880   |
| (444) Gyptis   | 31 de març de 1899   |